# Генріх Генц
Йоган Генріх Генц (англ. Johann Heinrich Gentz; 5 лютого 1766, Бреславль - 3 жовтня 1811, Берлін) - німецький архітектор неокласицизму і прусський чиновник в галузі будівництва.

## Біографія
Генц - другий син бреславльського мінцмейстера Йоганна Фрідріха Генца, який у 1779 році був призначений генеральним директором з монетної справи і був знайомий з Лессінгом, Кантом, Мендельсоном та Гарве. По материнській лінії Генц припадав кузеном вихователю прусських принців та міністру Фрідріху Ансільону. Через брата Фрідріха Генца, віденського публіциста та історика та найближчого співробітника князя Меттерниха, та його іншого брата Людвіга, військового радника у прусському міністерстві фінансів, Генц перебував у родинних зв'язках та дружив з архітектором Давидом Фрідріхом Жиллі.
У 1783-1790 роках Герц вивчав архітектуру в Берлінській академії мистецтв у Гонтарду. У 1790-1795 роках Генц знаходився в Італії, провів два з половиною роки в Римі і тривалий час досліджував давньогрецькі руїни на Сицилії, про що склав докладні дорожні нотатки. Потім Генц працював у Берліні у вищому придворному будівельному відомстві, з 1796 року - в Академії мистецтв і з 1799 став співзасновником Берлінської академії архітектури, в якій викладав містобудування в званні професора. Завдяки Йоганну Вольфгангу Гете в 1801 році Генц отримав право працювати самостійно в Берліні і на запрошення поета переїхав до Веймара, де працював над резиденцією герцога Карла Августа та іншими спорудами при дворі. У Веймарі Генц зблизився з Гете і познайомився з Фрідріхом Шіллером та Крістофом Мартіном Віландом. У 1803 році Генц повернувся до Берліна і в тому ж році увійшов до складу сенату Академії мистецтв, з 1805 був ординарним членом, з 1809 займав посаду секретаря сенату. Як старший будівельний радник у 1810 році Генц був призначений першим директором комісії з будівництва Міського палацу в Берліні. У тому ж році Генріх Генц разом із Вільгельмом Гумбольдтом та археологом Алоїсом Хіртом, якого він уже знав по Італії, був призначений відповідальним за оформлення палацу принца Генріха під будівлю університету.

## Скульптури
- 1798-1800: Королівський монетний двір на Фрідріхсвердерському ринку в Берліні, знесений в 1886
- 1800: пам'ятник на могилі Жиллі
- 1801-1803: реконструкція Веймарського міського палацу
- 1802: Театр Гете в Бад-Лаухштедті
- 1810: проект аудиторії у будівлі Берлінського університету до Палацу принца Генріха
- 1810: Мавзолей Шарлоттенбурзького палацу
- 1811: проект фасаду Палацу принцес на Унтер-ден-Лінден

## Твори
- Briefe über Sizilien. In: Neue deutsche Monatsschrift, 1795, S. 314—345.
- Beschreibung der für das Huldigungsfest bestimmten und ausgeführten Verzierungen. In: Jahrbuch der preußischen Monarchie, 2, 1798, S. 467—476.
- Beschreibung des neuen Königlichen Münzgebäudes. In: Sammlung nützlicher Aufsätze und Nachrichten die Baukunst betreffend, 1, 1800, S. 14-26.
- Michael Bollé, Karl-Robert Schütze (Hrsg.): Heinrich Gentz. Reise nach Rom und Sizilien 1790—1795. Aufzeichnungen und Skizzen eines Berliner Architekten. Berlin 2004, ISBN 3-922912-57-5.

## Літератури
- Adolph Doebber (Hrsg.): Heinrich Gentz, ein Berliner Baumeister um 1800. Berlin 1916.
- Michael Bollé: Heinrich Gentz (1766—1811). Eine Untersuchung zur Architekturdiskussion in Berlin um 1800. Berlin 1988 (zugleich Dissertation, Freie Universität Berlin).
- Rolf Bothe: Dichter, Fürst und Architekten. Das Weimarer Residenzschloß vom Mittelalter bis zum Anfang des 19. Jahrhunderts. Ostfildern-Ruit 2000.
- Lothar Hyss: Der Wiederaufbau des Weimarer Residenzschlosses in den Jahren 1789—1803. Unter besonderer Berücksichtigung des Beitrages von Heinrich Gentz. Weimar 1996, ISBN 3-932124-12-X.
- Cord-Friedrich Berghahn: Wiedergeburt der Architektur. Heinrich Gentz und Friedrich Gilly als europäische Klassizisten in Berlin. In: Berichte und Abhandlungen der Berlin-Brandenburgischen Akademie der Wissenschaften, Band 10, 2006, S. 273—305.
- Michael Bollé: Vom Gefühl zur Kritik. Heinrich Gentz in Italien. In: Max Kunze (Hrsg.): Italien in Preußen. Preußen in Italien. Stendal 2006, S. 102—108.
- Cord-Friedrich Berghahn: Das Wagnis der Autonomie. Studien zu Karl Philipp Moritz, Wilhelm von Humboldt, Heinrich Gentz, Friedrich Gilly und Ludwig Tieck (= Germanisch-Romanische Monatsschrift. Beiheft 47). Winter, Heidelberg 2012.
- Michael Bollé: Heinrich Gentz (1766—1811). In: Uwe Schaper (Hrsg.): Baumeister — Ingenieure — Gartenarchitekten. Berlinische Lebensbilder II (Historische Kommission zu Berlin), Berlin 2016, S. 47-63.